# Ляо, Джеймс (биолог)
Джеймс Ляо или Ляо Цзюньчжи (англ. James C. Liao, кит. 廖俊智, пиньинь Liào Jùnzhì; род. в 1958 году на Тайване) — тайвано-американский ученый-биотехнолог, профессор и председатель кафедры химической и биомолекулярной инженерии в университете Калифорнии, Лос-Анджелес. Действительный член Национальной инженерной академии США (с 2013), Academia Sinica (Тайвань, с 2014), Национальной академии наук США (с 2015). С июня 2016 года — президент Academia Sinica.

## Образование и карьера
Имеет два гражданства — Китайской Республики и Соединённых Штатов Америки.
Прошёл первую ступень высшего образования в Национальном университете Тайваня, закончив его в 1980 году со степенью бакалавра. Позднее прошёл докторантуру Висконсинского университета в Мадисоне под руководством Н. Эдвин Лайтфут, получив в 1987 году степень PhD. С 1987 по 1989 год работал на исследовательской позиции в компании Eastman Kodak.
В 1990 году получил позицию ассистент-профессора на факультете химической инженерии Техасского университета A&M, а спустя три года стал там адъюнкт-профессором. В 1997 году Ляо стал профессором кафедры химической и биомолекулярной инженерии в Университете Калифорнии в Лос-Анджелесе.
Основные исследовательские интересы Джеймса Ляо лежат в области биологического синтеза топлив и химических реагентов, усвоения углерода и азота, метаболической инженерии и синтетической биологии, анализа транскрипционных и метаболических сетей, метаболизма жирных кислот.

## Основные премии и почётные звания в признание научных заслуг
- 2006 — FPBE Division Award от Американского института медицинской и биологической инженерии[англ.][6]
- 2008 — Премия им. Чарльза Тома от Общества промышленной микробиологии[7]
- 2009 — Премия им. Марвина Джонсона от Американского химического общества[8][9]
- 2009 — Премия им Джеймса Бейли от Общества биологической инженерии[10]
- 2013 — Избран в Национальную инженерную академию США[11]
- 2014 — Избран в Academia Sinica[англ.][12]
- 2015 — Избран в Национальную академию наук США[13]